# Jason Ralph
Jason Ralph, född 7 april 1986 i McKinney, Texas, är en amerikansk skådespelare. Han har huvudrollen i TV-serien The Magicians, och återkommande roller i serier som Aquarius, Manhattan och Madam Secretary. Han har även spelat Peter Pan i Peter and the Starcatcher på Broadway.

## Karriär
Ralph studerade teater på Collin College i Texas. Hans första TV-roller var biroller i serierna The Good Wife (2010) och Gossip Girl (2011). Ralph debuterade på Broadway 2012 som Peter Pan i Peter and the Starcatcher. 2014 gjorde Ralph sin första större långfilmsroll när han spelade i dramakomedin I'm Obsessed with You (But You've Got to Leave Me Alone). 2015 fick Ralph rollen som Quentin Coldwater i TV-serien The Magicians. Han har även varit med och grundat teatersällskapet Strangemen & Co.

## Filmografi

### Film
| År   | Titel                 | Roll          | Noteringar |
| ---- | --------------------- | ------------- | ---------- |
| 2013 | Brightest Star        | Gary          |            |
| 2014 | I'm Obsessed With You | Jake Birnbaum |            |
| 2014 | A Most Violent Year   | Ian Thompson  |            |
| 2015 | Those People          | Sebastian     |            |
| 2015 | Stereotypically You   | Brad          |            |

### TV
| År     | Titel             | Roll              | Noteringar                    |
| ------ | ----------------- | ----------------- | ----------------------------- |
| 2010   | The Good Wife     | Student#2         | 1 avsnitt                     |
| 2011   | Gossip Girl       | Sam               | 2 avsnitt                     |
| 2011   | Unforgettable     | Zeke              | 1 avsnitt                     |
| 2013   | Blue Bloods       | Jake Singer       | 1 avsnitt                     |
| 2014   | Looking           | Jason             | 1 avsnitt                     |
| 2015   | Grace and Frankie | William           | 1 avsnitt                     |
| 2015   | Aquarius          | Mike Vickery      | Återkommande roll, 10 avsnitt |
| 2015   | Madam Secretary   | Harrison Dalton   | Återkommande roll, 5 avsnitt  |
| 2015   | Manhattan         | Stan              | Återkommande roll, 6 avsnitt  |
| 2015 - | The Magicians     | Quentin Coldwater | Huvudroll, 13 avsnitt         |
| 2016   | Dark Day          | Ian Howe          | Huvudroll                     |

### Teater
| År          | Titel                     | Roll      | Teater                    | Noteringar |
| ----------- | ------------------------- | --------- | ------------------------- | ---------- |
| 2012 - 2013 | Peter and the Starcatcher | Boy/Peter | New York Theatre Workshop |            |